# Равномерно темперированный строй
Равноме́рно темпери́рованный строй, равномерная темперация (нем. gleichschwebende Temperatur, gleichschwebende Stimmung) — темперированный музыкальный строй, в котором каждая октава делится на математически равные интервалы, в наиболее типичном случае — на двенадцать полутонов, каждый из которых равен {\displaystyle {\sqrt[{12}]{2}}}. Такой строй господствует в европейской профессиональной музыке (академической и эстрадной) начиная с XVIII века до наших дней. Важным преимуществом равномерной темперации является возможность транспонирования пьесы на произвольный интервал.

## Исторический очерк
Равномерно темперированный строй возник в обстановке поисков учёными разных специальностей «идеального» для музыки строя. Исторически предшествующие чистый и среднетоновый строи не позволяли транспонировать и модулировать в отдалённые тональности без того, чтобы в консонирующих созвучиях — прежде всего, в трезвучиях и их обращениях — не возникал резкий акустический диссонанс.
Непосредственным предшественником равномерно темперированного строя в Европе был «хорошо темперированный» строй — семейство неравномерных темпераций, позволявших более или менее успешно (с разной степенью «акустической чистоты») играть в любой из тональностей. Одним из теоретиков и пропагандистов такого строя был Андреас Веркмейстер. Многие исследователи разделяют мнение, что «Хорошо темперированный клавир» Иоганна Себастьяна Баха, хорошо знакомого с работами Веркмейстера, написан для инструментов именно с такой неравномерной темперацией.
Невозможно с достоверностью указать, кто именно «изобрёл» равномерную темперацию. Среди первых её теоретиков называют Генриха Грамматеуса (1518), Винченцо Галилея (1581) и Марена Мерсенна. Симон Стевин в своём труде «О теории певческого искусства» (ок. 1585) дал математически точный расчёт равномерной темперации. Написанная на родном языке Стевина (фламандском) его работа не получила резонанса; посмертная слава пришла к Стевину спустя 300 лет, в 1884 году, когда она была опубликована и затем переведёна на другие языки.
Одним из первых авторов, давших теоретическое обоснование 12-ступенной равномерной темперации, был китайский принц Чжу Цзайюй (朱載堉), в трактате 1584 года. Однако, какое практическое значение расчёты принца имели для западной музыкально-теоретической традиции, неизвестно.
У нового строя были свои оппоненты (например, Джузеппе Тартини) и свои пропагандисты (особенно Иоганн Георг Нейдхардт). Равномерно темперированный строй вызывал отклонения от акустической («природной») чистоты созвучий, в результате в них появились небольшие биения. По мнению одних, эти нарушения чистоты были незначительной потерей, особенно с учётом новых возможностей, которые такой строй давал развитию тональной гармонии. Другие же рассматривали потерю «природной» чистоты как посягательство на «чистоту» музыки.
Противоречивость эстетических критериев (природная чистота против модуляционной свободы и неограниченной транспозиции) отражалась в трудах теоретиков музыки. Так, Веркмейстер утверждал, что в новом строе все аккорды (подразумевались прежде всего трезвучия) приобретают монотонную симметрию, в то время как в «хороших» строях каждый аккорд имел своё неповторимое (акустическое) звучание. С другой стороны, он же в позднем трактате «Musikalische Paradoxal-Discourse» (1707) в полемике с Нейдхардтом защищал свой приоритет в «изобретении» равномерно темперированного строя. Уже в XVIII веке идея свободного развёртывания тональности одержала верх над идеей природной «акустической» чистоты. В академической и эстрадной музыке равномерная темперация получила мировое признание и стала фактическим стандартом музыкального строя.

## Вычислениечастотзвуков
Можно математически вычислить частоты для всего звукоряда, пользуясь формулой:
{\displaystyle f(i)=f_{0}\cdot 2^{i/12}},
где f0 — частота камертона (например Ля 440 Hz), а i — количество полутонов в интервале от исследуемого звука к эталону f0.
Последовательность вычисленных таким образом частот образует геометрическую прогрессию:
например, можно вычислить частоту звука на тон (2 полутона) ниже от камертона Ля — ноты соль:
{\displaystyle i=-2}
{\displaystyle f(-2)=440\,\mathrm {Hz} \cdot 2^{-2/12}\approx {391,995}\,\mathrm {Hz} }
если надо вычислить частоту ноты Соль, но на октаву (12 полутонов) выше:
{\displaystyle i=12-2=10}
{\displaystyle f(10)=440\,\mathrm {Hz} \cdot 2^{10/12}\approx {783,991}\,\mathrm {Hz} }
Частоты двух полученных нот Соль отличаются в два раза, что дает чистую октаву.

## Сравнение снатуральным строем
Равномерно темперированный строй можно отобразить в виде значений интервалов в центах:
| Тон  | C1 | C♯  | D   | D♯  | E   | F   | F♯  | G   | G♯  | A   | A♯   | B    | C2   |
| Цент | 0  | 100 | 200 | 300 | 400 | 500 | 600 | 700 | 800 | 900 | 1000 | 1100 | 1200 |

Следующая таблица показывает количественные отличия интервалов равномерно темперированного ряда от натуральных интервалов:
| Интервал        | Равномерно темперированные интервалы                                                      | Натуральные интервалы                                                       | Разница в центах |
| --------------- | ----------------------------------------------------------------------------------------- | --------------------------------------------------------------------------- | ---------------- |
| Прима           | {\displaystyle {\sqrt[{12}]{2^{0}}}=1=0\,} центов                                         | {\displaystyle {\frac {1}{1}}=1=0\,} центов                                 | 0                |
| Малая секунда   | {\displaystyle {\sqrt[{12}]{2^{1}}}={\sqrt[{12}]{2}}\approx 1{,}059463=100\,} центов      | {\displaystyle {\frac {16}{15}}\approx 1{,}066667\approx 111{,}73\,} центов | −11,73           |
| Большая секунда | {\displaystyle {\sqrt[{12}]{2^{2}}}={\sqrt[{6}]{2}}\approx 1{,}122462=200\,} центов       | {\displaystyle {\frac {9}{8}}=1{,}125\approx 203{,}91\,} центов             | −3,91            |
| Малая терция    | {\displaystyle {\sqrt[{12}]{2^{3}}}={\sqrt[{4}]{2}}\approx 1{,}189207=300\,} центов       | {\displaystyle {\frac {6}{5}}=1{,}2\approx 315{,}64\,} центов               | −15,64           |
| Большая терция  | {\displaystyle {\sqrt[{12}]{2^{4}}}={\sqrt[{3}]{2}}\approx 1{,}259921=400\,} центов       | {\displaystyle {\frac {5}{4}}=1{,}25\approx 386{,}31\,} центов              | 13,69            |
| Кварта          | {\displaystyle {\sqrt[{12}]{2^{5}}}={\sqrt[{12}]{32}}\approx 1{,}334840=500\,} центов     | {\displaystyle {\frac {4}{3}}\approx 1{,}333333\approx 498{,}04\,} центов   | 1,96             |
| Тритон          | {\displaystyle {\sqrt[{12}]{2^{6}}}={\sqrt {2}}\approx 1{,}414214=600\,} центов           | {\displaystyle {\frac {45}{32}}\approx 1{,}406250\approx 590{,}22\,} центов | 9,78             |
| Квинта          | {\displaystyle {\sqrt[{12}]{2^{7}}}={\sqrt[{12}]{128}}\approx 1{,}498307=700\,} центов    | {\displaystyle {\frac {3}{2}}=1{,}5\approx 701{,}96\,} центов               | −1,96            |
| Малая секста    | {\displaystyle {\sqrt[{12}]{2^{8}}}={\sqrt[{3}]{4}}\approx 1{,}587401=800\,} центов       | {\displaystyle {\frac {8}{5}}=1{,}6\approx 813{,}69\,} центов               | −13,69           |
| Большая секста  | {\displaystyle {\sqrt[{12}]{2^{9}}}={\sqrt[{4}]{8}}\approx 1{,}681793=900\,} центов       | {\displaystyle {\frac {5}{3}}\approx 1{,}666667\approx 884{,}36\,} центов   | 15,64            |
| Малая септима   | {\displaystyle {\sqrt[{12}]{2^{10}}}={\sqrt[{6}]{32}}\approx 1{,}781797=1000\,} центов    | {\displaystyle {\frac {16}{9}}\approx 1{,}777778\approx 996{,}09\,} центов  | 3,91             |
| Большая септима | {\displaystyle {\sqrt[{12}]{2^{11}}}={\sqrt[{12}]{2048}}\approx 1{,}887749=1100\,} центов | {\displaystyle {\frac {15}{8}}=1{,}875\approx 1088{,}27\,} центов           | 11,73            |
| Октава          | {\displaystyle {\sqrt[{12}]{2^{12}}}=2=1200\,} центов                                     | {\displaystyle {\frac {16}{8}}=2=1200\,} центов                             | 0                |

## Расчётные частоты для клавиатуры фортепиано

### Субконтроктава
Охватывает звуки с частотами от 16,352 Гц (включительно) до 32,703 Гц. Наименования ступеней записываются с большой буквы и справа снизу ставится цифра 2 (или два штриха). В научной нотации имеет номер 0.
| Номер ступени | Частота, Гц | Слоговое обозначения по Гельмгольцу | Буквенное обозначение по Гельмгольцу | Американская нотация | Координатно-частотная нотация | Классическая музыкальная нотация |
| ------------- | ----------- | ----------------------------------- | ------------------------------------ | -------------------- | ----------------------------- | -------------------------------- |
| 1             | 16,352      | До2                                 | C2                                   | C0                   | -52                           | Субконтроктава                   |
| 2             | 18,354      | Ре2                                 | D2                                   | D0                   | -50                           | Субконтроктава                   |
| 3             | 20,602      | Ми2                                 | E2                                   | E0                   | -48                           | Субконтроктава                   |
| 4             | 21,827      | Фа2                                 | F2                                   | F0                   | -47                           | Субконтроктава                   |
| 5             | 24,500      | Соль2                               | G2                                   | G0                   | -45                           | Субконтроктава                   |
| 6             | 27,500      | Ля2                                 | A2                                   | A0                   | -43                           | Субконтроктава                   |
| 7             | 30,868      | Си2                                 | H2                                   | B0                   | -41                           | Субконтроктава                   |

### Контроктава
Охватывает звуки с частотами от 32,703 Гц (включительно) до 65,406 Гц. Наименования ступеней записываются с большой буквы и справа снизу ставится цифра 1 (или один штрих). В научной нотации имеет номер 1.
| Номер ступени | Частота, Гц | Слоговое обозначения по Гельмгольцу | Буквенное обозначение по Гельмгольцу | Американская нотация | Координатно-частотная нотация | Классическая музыкальная нотация |
| ------------- | ----------- | ----------------------------------- | ------------------------------------ | -------------------- | ----------------------------- | -------------------------------- |
| 1             | 32,703      | До1                                 | C1                                   | C1                   | -40                           | Контроктава                      |
| 2             | 36,708      | Ре1                                 | D1                                   | D1                   | -38                           | Контроктава                      |
| 3             | 41,203      | Ми1                                 | E1                                   | E1                   | -36                           | Контроктава                      |
| 4             | 43,654      | Фа1                                 | F1                                   | F1                   | -35                           | Контроктава                      |
| 5             | 48,999      | Соль1                               | G1                                   | G1                   | -33                           | Контроктава                      |
| 6             | 55,000      | Ля1                                 | A1                                   | A1                   | -31                           | Контроктава                      |
| 7             | 61,735      | Си1                                 | H1                                   | B1                   | -29                           | Контроктава                      |

### Большая октава
Охватывает звуки с частотами от 65,406 Гц (включительно) до 130,81 Гц. Наименования ступеней записываются с большой буквы без дополнительных цифр или штрихов. В научной нотации имеет номер 2.
| Номер ступени | Частота, Гц | Слоговое обозначения по Гельмгольцу | Буквенное обозначение по Гельмгольцу | Американская нотация | Координатно-частотная нотация | Классическая музыкальная нотация |
| ------------- | ----------- | ----------------------------------- | ------------------------------------ | -------------------- | ----------------------------- | -------------------------------- |
| 1             | 65,406      | До                                  | C                                    | C2                   | -28                           | Большая октава                   |
| 2             | 73,416      | Ре                                  | D                                    | D2                   | -26                           | Большая октава                   |
| 3             | 82,406      | Ми                                  | E                                    | E2                   | -24                           | Большая октава                   |
| 4             | 87,307      | Фа                                  | F                                    | F2                   | -23                           | Большая октава                   |
| 5             | 97,999      | Соль                                | G                                    | G2                   | -21                           | Большая октава                   |
| 6             | 110,00      | Ля                                  | A                                    | A2                   | -19                           | Большая октава                   |
| 7             | 123,47      | Си                                  | H                                    | B2                   | -17                           | Большая октава                   |

### Малая октава
Охватывает звуки с частотами от 130,81 Гц (включительно) до 261,63 Гц. Наименования ступеней записываются с маленькой буквы без дополнительных цифр или штрихов. В научной нотации имеет номер 3.
| Номер ступени | Частота, Гц | Слоговое обозначения по Гельмгольцу | Буквенное обозначение по Гельмгольцу | Американская нотация | Координатно-частотная нотация | Классическая музыкальная нотация |
| ------------- | ----------- | ----------------------------------- | ------------------------------------ | -------------------- | ----------------------------- | -------------------------------- |
| 1             | 130,81      | до                                  | c                                    | C3                   | -16                           | Малая октава                     |
| 2             | 146,83      | ре                                  | d                                    | D3                   | -14                           | Малая октава                     |
| 3             | 164,81      | ми                                  | e                                    | E3                   | -12                           | Малая октава                     |
| 4             | 174,61      | фа                                  | f                                    | F3                   | -11                           | Малая октава                     |
| 5             | 196,00      | соль                                | g                                    | G3                   | -9                            | Малая октава                     |
| 6             | 220,00      | ля                                  | a                                    | A3                   | -7                            | Малая октава                     |
| 7             | 246,94      | си                                  | h                                    | B3                   | -5                            | Малая октава                     |

### Первая октава
Включает звуки с частотами от 261,63 Гц (включительно) до 523,25 Гц. Наименования ступеней записываются с маленькой буквы, справа сверху пишется цифра 1 (или один штрих). В научной нотации имеет номер 4.
| Номер ступени | Частота, Гц | Слоговое обозначения по Гельмгольцу | Буквенное обозначение по Гельмгольцу | Американская нотация | Координатно-частотная нотация | Классическая музыкальная нотация |
| ------------- | ----------- | ----------------------------------- | ------------------------------------ | -------------------- | ----------------------------- | -------------------------------- |
| 1             | 261,63      | до1                                 | c1                                   | C4                   | -4                            | Первая октава                    |
| 2             | 293,67      | ре1                                 | d1                                   | D4                   | -2                            | Первая октава                    |
| 3             | 329,63      | ми1                                 | e1                                   | E4                   | -0                            | Первая октава                    |
| 4             | 349,23      | фа1                                 | f1                                   | F4                   | +0                            | Первая октава                    |
| 5             | 392,00      | соль1                               | g1                                   | G4                   | +2                            | Первая октава                    |
| 6             | 440,00      | ля1                                 | a1                                   | A4                   | +4                            | Первая октава                    |
| 7             | 493,88      | си1                                 | h1                                   | B4                   | +6                            | Первая октава                    |

### Вторая октава
Включает звуки с частотами от 523,25 Гц (включительно) до 1046,5 Гц. Наименования ступеней записываются с маленькой буквы, справа сверху пишется цифра 2 (или два штриха). В научной нотации имеет номер 5.
| Номер ступени | Частота, Гц | Слоговое обозначения по Гельмгольцу | Буквенное обозначение по Гельмгольцу | Американская нотация | Координатно-частотная нотация | Классическая музыкальная нотация |
| ------------- | ----------- | ----------------------------------- | ------------------------------------ | -------------------- | ----------------------------- | -------------------------------- |
| 1             | 523,25      | до2                                 | c2                                   | C5                   | +7                            | Вторая октава                    |
| 2             | 587,33      | ре2                                 | d2                                   | D5                   | +9                            | Вторая октава                    |
| 3             | 659,26      | ми2                                 | e2                                   | E5                   | +11                           | Вторая октава                    |
| 4             | 698,46      | фа2                                 | f2                                   | F5                   | +12                           | Вторая октава                    |
| 5             | 783,99      | соль2                               | g2                                   | G5                   | +14                           | Вторая октава                    |
| 6             | 880,00      | ля2                                 | a2                                   | A5                   | +16                           | Вторая октава                    |
| 7             | 987,77      | си2                                 | h2                                   | B5                   | +18                           | Вторая октава                    |

### Третья октава
Включает звуки с частотами от 1046,5 Гц (включительно) до 2093,0 Гц. Наименования ступеней записываются с маленькой буквы, справа сверху пишется цифра 3 (или три штриха). В научной нотации имеет номер 6.
| Номер ступени | Частота, Гц | Слоговое обозначения по Гельмгольцу | Буквенное обозначение по Гельмгольцу | Американская нотация | Координатно-частотная нотация | Классическая музыкальная нотация |
| ------------- | ----------- | ----------------------------------- | ------------------------------------ | -------------------- | ----------------------------- | -------------------------------- |
| 1             | 1046,5      | до3                                 | c3                                   | C6                   | +19                           | Третья октава                    |
| 2             | 1174,7      | ре3                                 | d3                                   | D6                   | +21                           | Третья октава                    |
| 3             | 1318,5      | ми3                                 | e3                                   | E6                   | +23                           | Третья октава                    |
| 4             | 1396,9      | фа3                                 | f3                                   | F6                   | +24                           | Третья октава                    |
| 5             | 1568,0      | соль3                               | g3                                   | G6                   | +26                           | Третья октава                    |
| 6             | 1760,0      | ля3                                 | a3                                   | A6                   | +28                           | Третья октава                    |
| 7             | 1975,5      | си3                                 | h3                                   | B6                   | +30                           | Третья октава                    |

### Четвёртая октава
Включает звуки с частотами от 2093,0 Гц (включительно) до 4186,0 Гц. Наименования ступеней записываются с маленькой буквы, справа сверху пишется цифра 4 (или четыре штриха). В научной нотации имеет номер 7.
| Номер ступени | Частота, Гц | Слоговое обозначения по Гельмгольцу | Буквенное обозначение по Гельмгольцу | Американская нотация | Координатно-частотная нотация | Классическая музыкальная нотация |
| ------------- | ----------- | ----------------------------------- | ------------------------------------ | -------------------- | ----------------------------- | -------------------------------- |
| 1             | 2093,0      | до4                                 | c4                                   | C7                   | +31                           | Четвёртая октава                 |
| 2             | 2349,3      | ре4                                 | d4                                   | D7                   | +33                           | Четвёртая октава                 |
| 3             | 2637,0      | ми4                                 | e4                                   | E7                   | +35                           | Четвёртая октава                 |
| 4             | 2793,8      | фа4                                 | f4                                   | F7                   | +36                           | Четвёртая октава                 |
| 5             | 3136,0      | соль4                               | g4                                   | G7                   | +38                           | Четвёртая октава                 |
| 6             | 3520,0      | ля4                                 | a4                                   | A7                   | +40                           | Четвёртая октава                 |
| 7             | 3951,1      | си4                                 | h4                                   | B7                   | +42                           | Четвёртая октава                 |

### Пятая октава
Включает звуки с частотами от 4186,0 Гц (включительно) до 8372,0 Гц. В нотации Гельмгольца наименования ступеней записываются с маленькой буквы, справа сверху пишется цифра 5 (или пять штрихов). В научной нотации имеет номер 8.
| Номер ступени | Частота, Гц | Слоговое обозначения по Гельмгольцу | Буквенное обозначение по Гельмгольцу | Американская нотация | Координатно-частотная нотация | Классическая музыкальная нотация |
| ------------- | ----------- | ----------------------------------- | ------------------------------------ | -------------------- | ----------------------------- | -------------------------------- |
| 1             | 4186,0      | до5                                 | c5                                   | C8                   | +43                           | Пятая октава                     |
| 2             | 4698,6      | ре5                                 | d5                                   | D8                   | +45                           | Пятая октава                     |
| 3             | 5274,0      | ми5                                 | e5                                   | E8                   | +47                           | Пятая октава                     |
| 4             | 5587,7      | фа5                                 | f5                                   | F8                   | +48                           | Пятая октава                     |
| 5             | 6271,9      | соль5                               | g5                                   | G8                   | +50                           | Пятая октава                     |
| 6             | 7040,0      | ля5                                 | a5                                   | A8                   | +52                           | Пятая октава                     |
| 7             | 7902,1      | си5                                 | h5                                   | B8                   | +54                           | Пятая октава                     |

## Варианты равномерной темперации
Наиболее общепринятой и распространённой равномерной темперацией (РТ) является 12-ступенная (именно ей соответствовала приведённая выше информация).
Однако существуют и варианты равномерной темперации с другим числом делений октавы (n). При этом формула для частот модифицируется в 
{\displaystyle f(i)=f_{0}\cdot 2^{i/n}}.
Чтобы выражение «n-ступенная РТ» писать короче, вводится сокращение «n-тРТ», где числу n соответствует количество ступеней на октаву. Есть музыкальные произведения, написанные в 19-тРТ, 24-тРТ, 31-тРТ и даже 53-тРТ. В начале XXI века П. А. Чернобривец работает над исследованием 20-ступенной равномерной темперации.
Выбор значения n = 12 в качестве основного обусловлен тем, что для акустически чистого звучания многоголосных музыкальных произведений особенно важно чистое звучание квинт (как наиболее «консонансных», не считая октавы, интервалов), а в идеале соотношение частот образующих квинту нот должно равняться 3/2. При РТ «квинта» для каждого n отвечает такому числу k, что {\displaystyle 2^{k/n}\approx 3/2}, и перебором можно проверить, что при n = 12 (с k = 7 — это ближайшее целое к ln(3/2)/ln(2)n) достигается лучшее приближение, нежели при меньших или несколько бо́льших n (точнее было бы при n = 41 или n = 53, но слишком большие n неудобны с практической точки зрения).
Равномерные темперации могут также делить иной интервал, не только октаву, на целое число равных ступеней. Чтобы избежать неясности, в англоязычной литературе, например, широко используется словосочетание «equal divisions of an octave» или его сокращённая форма EDO. В русском языке тот же смысл передаёт словосочетание «равные деления октавы» или РДО. Поэтому 12-тРТ может также обозначаться как 12РДО, 19-тРТ как 19РДО и так далее.

## Равномерно темперированный и другие строи
Наряду с господствующим ныне равномерно темперированным строем существовали и другие строи. Русский исследователь музыки XIX века Владимир Одоевский, например, написал так: 

Русский простолюдин с музыкальным дарованием, у которого ухо ещё не испорчено ни уличными шарманками, ни итальянскою оперою, поет весьма верно; и по собственному чутью берет интервал весьма отчетливо, разумеется, не в нашей уродливой темперированной гамме <…> Я записывал с голоса [известного нашего русского певца Ивана Евстратиевича Молчанова, человека с чудною музыкальною организациею] весьма интересную песню: «У Троицы, у Сергия, было под Москвою» <…> заметил, что Si певца никак не подходит к моему фортепианному Si; и Молчанов также заметил, что здесь что-то не то <…> Это навело меня на мысль устроить фортепиано нетемперированное в такой системе, как обыкновенное. За основание я принял естественную гамму, вычисленную акустическими логарифмами по методе Прони; в этом энгармоническом клавицине все квинты чистые, диезы, отмеченные красным цветом, отделены от бемолей и по невозможности в самом механизме инструмента, я пожертвовал fa{\displaystyle \flat } и ut{\displaystyle \flat }, чтобы сохранить si{\displaystyle \sharp } и mi{\displaystyle \sharp }, потому что наши народные певцы — по непонятной для меня причине поют более в диезных нежели в бемольных тонах— В. Ф. Одоевский
Широкомасштабное движение музыкантов-аутентистов практикует воспроизведение музыки прошлого в тех строях, в которых исполняемая ими музыка была написана.
В неевропейской традиционной музыке сохраняется практика использования строев, отличающихся от равномерно темперированного, — во всех жанрах и формах мощной макамо-мугамной традиции, а также в индийской и др.
Музыкант Сергей Назаров сделал визуализацию равномерно-темперированного музыкального строя http://musictool.pro/